# Juan Barbas
Juan Alberto Barbas (San Martín, 23 agosto 1959) è un allenatore di calcio ed ex calciatore argentino, di ruolo centrocampista.

## Biografia
Juan Alberto Barbas ha origini spagnole.

## Carriera

### Giocatore

#### Club

Barbas in azione in maglia salentina nella stagione 1987-1988

Iniziò la carriera in Argentina nel Racing Avellaneda, dove si rivelò una delle giovani promesse del campionato. In poco tempo entrò a far parte della Nazionale argentina Under-20 (in cui figurava anche Diego Armando Maradona), dando il suo contributo alla vittoria nella competizione mondiale di categoria nel 1979. Esordì in Nazionale contro il Brasile di Zico. Nel 1982 fu acquistato dal Real Saragozza: con la squadra spagnola disputò tre campionati ad alti livelli, ricevendo per due stagioni consecutive, 1982-1983 e 1983-1984, il titolo di migliore straniero del campionato spagnolo, e riuscendo a segnare ben 19 gol.
Si trasferì al Lecce nella stagione 1985-1986 dove verrà ricordato come uno dei giocatori più amati. Soprannominato Beto dalla tifoseria giallorossa, era particolarmente apprezzato per la sua abilità balistica nei tiri da fuori area. Tra i suoi gol si ricordano: la doppietta messa a segno contro la Roma il 20 aprile 1986, nella partita che il Lecce già retrocesso vinse per 3-2 e che costò ai capitolini la possibilità di superare la Juventus, dopo averla agganciata in vetta alla classifica; il gol realizzato contro il Torino il 25 giugno 1989, marcatura che fece retrocedere la squadra granata in Serie B, grazie al 3-1 finale per i giallorossi.
A malincuore, e tra lo stupore generale, dovette abbandonare nel 1990 la squadra giallorossa in quanto non rientrava più nei piani del nuovo allenatore Zbigniew Boniek; con il Lecce, quindi, giocò fino alla stagione 1989-1990, ottenendo una promozione in Serie A, seguita da due salvezze consecutive, con 27 reti all'attivo. Nelle tre stagioni successive militò nel campionato svizzero: due annate nel Locarno e una nel Sion, squadra con la quale vinse il titolo nazionale nel 1992. Chiuse la carriera nel suo Paese natale, giocando prima nell'Huracán, poi nell'Alvarado e infine, nel 1997, negli All Boys.

#### Nazionale
Con la Nazionale argentina militò dal 1979 al 1985 e prese parte al campionato del mondo 1982. Il suo debutto in Coppa del mondo risale alla partita contro l'Ungheria 18 giugno di quell'anno. La partita si concluse con la vittoria dell'Argentina per 4-1. La distanza causata dal suo stabilirsi in Italia gli precluse la continuazione dell'attività in Nazionale.

### Allenatore
Il 13 ottobre 2009 viene assunto come allenatore del Racing Avellaneda in sostituzione di Ricardo Caruso Lombardi. Il 14 aprile 2012 ritorna ad interim alla guida del Racing Avellaneda dopo le dimmissioni di Alfio Basile. Il giorno dopo lascia il posto a Luis Zubeldía.

## Riconoscimenti
Un sondaggio tra i tifosi del Lecce lo ha decretato il più forte calciatore della storia del Lecce unitamente a Ernesto Chevantón.

## Statistiche

### Presenze e reti nei club
| Stagione              | Squadra               | Campionato            | Campionato | Campionato | Coppe nazionali | Coppe nazionali | Coppe nazionali | Coppe continentali | Coppe continentali | Coppe continentali | Altre coppe | Altre coppe | Altre coppe | Totale | Totale |
| Stagione              | Squadra               | Comp                  | Pres       | Reti       | Comp            | Pres            | Reti            | Comp               | Pres               | Reti               | Comp        | Pres        | Reti        | Pres   | Reti   |
| --------------------- | --------------------- | --------------------- | ---------- | ---------- | --------------- | --------------- | --------------- | ------------------ | ------------------ | ------------------ | ----------- | ----------- | ----------- | ------ | ------ |
| 1976-1977             | Racing Club           | PD                    | 9          | 1          |                 | -               | -               |                    | -                  | -                  |             | -           | -           | 9      | 1      |
| 1977-1978             | Racing Club           | PD                    | 16         | 0          |                 | -               | -               |                    | -                  | -                  |             | -           | -           | 16     | 0      |
| 1978-1979             | Racing Club           | PD                    | 32         | 5          |                 | -               | -               |                    | -                  | -                  |             | -           | -           | 32     | 5      |
| 1979-1980             | Racing Club           | PD                    | 35         | 3          |                 | -               | -               |                    | -                  | -                  |             | -           | -           | 35     | 3      |
| 1980-1981             | Racing Club           | PD                    | 40         | 5          |                 | -               | -               |                    | -                  | -                  |             | -           | -           | 40     | 5      |
| 1981-1982             | Racing Club           | PD                    | 0          | 0          |                 | -               | -               |                    | -                  | -                  |             | -           | -           | 0      | 0      |
| Totale Racing Club    | Totale Racing Club    | Totale Racing Club    | 132        | 14         |                 |                 |                 |                    |                    |                    |             |             |             | 132    | 14     |
| 1982-1983             | Real Saragozza        | PD                    | 32         | 7          |                 | -               | -               |                    | -                  | -                  |             | -           | -           | 32     | 7      |
| 1983-1984             | Real Saragozza        | PD                    | 30         | 7          |                 | -               | -               |                    | -                  | -                  |             | -           | -           | 30     | 7      |
| 1984-1985             | Real Saragozza        | PD                    | 29         | 5          |                 | -               | -               |                    | -                  | -                  |             | -           | -           | 29     | 5      |
| Totale Real Saragozza | Totale Real Saragozza | Totale Real Saragozza | 91         | 19         |                 |                 |                 |                    |                    |                    |             |             |             | 91     | 19     |
| 1985-1986             | Lecce                 | A                     | 24         | 4          | CI              | 5               | 0               |                    | -                  | -                  |             | -           | -           | 29     | 4      |
| 1986-1987             | Lecce                 | B                     | 36         | 9          | CI              | ?               | ?               |                    | -                  | -                  |             | -           | -           | 36     | 9      |
| 1987-1988             | Lecce                 | B                     | 30         | 7          | CI              | ?               | ?               |                    | -                  | -                  |             | -           | -           | 30     | 7      |
| 1988-1989             | Lecce                 | A                     | 33         | 3          | CI              | 8               | 0               |                    | -                  | -                  |             | -           | -           | 41     | 3      |
| 1989-1990             | Lecce                 | A                     | 26         | 4          | CI              | ?               | ?               |                    | -                  | -                  |             | -           | -           | 26     | 4      |
| Totale Lecce          | Totale Lecce          | Totale Lecce          | 149        | 27         |                 | 13              | 0               |                    |                    |                    |             |             |             | 162    | 27     |
| 1990-1991             | Locarno               | LNB                   | ?          | ?          |                 | -               | -               |                    | -                  | -                  |             | -           | -           | ?      | ?      |
| 1991-1992             | Sion                  | LNA                   | 11         | 0          |                 | -               | -               |                    | -                  | -                  |             | -           | -           | 11     | 0      |
| 1992-1993             | Locarno               | LNB                   | ?          | ?          |                 | -               | -               |                    | -                  | -                  |             | -           | -           | ?      | ?      |
| Totale Locarno        | Totale Locarno        | Totale Locarno        | ?          | ?          |                 |                 |                 |                    |                    |                    |             |             |             | ?      | ?      |
| 1993-1994             | Huracán               | PD                    | 9          | 0          |                 | -               | -               |                    | -                  | -                  |             | -           | -           | ?      | ?      |
| Totale                | Totale                | Totale                | 383        | 60         |                 | 13              | 0               |                    |                    |                    |             |             |             | 396    | 60     |

### Cronologia presenze e reti in nazionale
| Cronologia completa delle presenze e delle reti in nazionale ― Argentina | Cronologia completa delle presenze e delle reti in nazionale ― Argentina | Cronologia completa delle presenze e delle reti in nazionale ― Argentina | Cronologia completa delle presenze e delle reti in nazionale ― Argentina | Cronologia completa delle presenze e delle reti in nazionale ― Argentina | Cronologia completa delle presenze e delle reti in nazionale ― Argentina | Cronologia completa delle presenze e delle reti in nazionale ― Argentina | Cronologia completa delle presenze e delle reti in nazionale ― Argentina |
| Data                                                                     | Città                                                                    | In casa                                                                  | Risultato                                                                | Ospiti                                                                   | Competizione                                                             | Reti                                                                     | Note                                                                     |
| ------------------------------------------------------------------------ | ------------------------------------------------------------------------ | ------------------------------------------------------------------------ | ------------------------------------------------------------------------ | ------------------------------------------------------------------------ | ------------------------------------------------------------------------ | ------------------------------------------------------------------------ | ------------------------------------------------------------------------ |
| 25-4-1979                                                                | Buenos Aires                                                             | Argentina                                                                | 2 – 1                                                                    | Bulgaria                                                                 | Amichevole                                                               | -                                                                        | Uscita                                                                   |
| 22-5-1979                                                                | Berna                                                                    | Argentina                                                                | 0 – 0 (8 – 7 dtr)                                                        | Paesi Bassi                                                              | 75º Anniversario FIFA                                                    | -                                                                        | 61’                                                                      |
| 26-5-1979                                                                | Roma                                                                     | Italia                                                                   | 2 – 2                                                                    | Argentina                                                                | Amichevole                                                               | -                                                                        | 68’                                                                      |
| 29-5-1979                                                                | Dublino                                                                  | Irlanda                                                                  | 0 – 0                                                                    | Argentina                                                                | Amichevole                                                               | -                                                                        |                                                                          |
| 2-6-1979                                                                 | Glasgow                                                                  | Scozia                                                                   | 1 – 3                                                                    | Argentina                                                                | Amichevole                                                               | -                                                                        |                                                                          |
| 2-8-1979                                                                 | Rio de Janeiro                                                           | Brasile                                                                  | 2 – 1                                                                    | Argentina                                                                | Coppa America 1979 - 1º turno                                            | -                                                                        |                                                                          |
| 8-8-1979                                                                 | Buenos Aires                                                             | Argentina                                                                | 3 – 0                                                                    | Bolivia                                                                  | Coppa America 1979 - 1º turno                                            | -                                                                        | Ingresso                                                                 |
| 30-4-1980                                                                | Buenos Aires                                                             | Argentina                                                                | 1 – 0                                                                    | Irlanda                                                                  | Amichevole                                                               | -                                                                        | Uscita                                                                   |
| 13-5-1980                                                                | Londra                                                                   | Inghilterra                                                              | 3 – 1                                                                    | Argentina                                                                | Amichevole                                                               | -                                                                        | 53’                                                                      |
| 16-5-1980                                                                | Dublino                                                                  | Irlanda                                                                  | 0 – 1                                                                    | Argentina                                                                | Amichevole                                                               | -                                                                        |                                                                          |
| 21-5-1980                                                                | Vienna                                                                   | Austria                                                                  | 1 – 5                                                                    | Argentina                                                                | Amichevole                                                               | -                                                                        |                                                                          |
| 9-10-1980                                                                | Buenos Aires                                                             | Argentina                                                                | 2 – 0                                                                    | Bulgaria                                                                 | Amichevole                                                               | -                                                                        |                                                                          |
| 12-10-1980                                                               | Buenos Aires                                                             | Argentina                                                                | 2 – 1                                                                    | Polonia                                                                  | Amichevole                                                               | -                                                                        |                                                                          |
| 15-10-1980                                                               | Buenos Aires                                                             | Argentina                                                                | 1 – 0                                                                    | Cecoslovacchia                                                           | Amichevole                                                               | -                                                                        |                                                                          |
| 4-12-1980                                                                | Mar del Plata                                                            | Argentina                                                                | 1 – 1                                                                    | Unione Sovietica                                                         | Amichevole                                                               | -                                                                        |                                                                          |
| 16-12-1980                                                               | Córdoba                                                                  | Argentina                                                                | 5 – 0                                                                    | Svizzera                                                                 | Amichevole                                                               | -                                                                        |                                                                          |
| 4-1-1981                                                                 | Montevideo                                                               | Argentina                                                                | 1 – 1                                                                    | Brasile                                                                  | Copa de Oro                                                              | -                                                                        | 85’                                                                      |
| 28-10-1981                                                               | Buenos Aires                                                             | Argentina                                                                | 1 – 2                                                                    | Polonia                                                                  | Amichevole                                                               | -                                                                        |                                                                          |
| 11-11-1981                                                               | Buenos Aires                                                             | Argentina                                                                | 1 – 1                                                                    | Cecoslovacchia                                                           | Amichevole                                                               | -                                                                        |                                                                          |
| 9-3-1982                                                                 | Mar del Plata                                                            | Argentina                                                                | 0 – 0                                                                    | Cecoslovacchia                                                           | Amichevole                                                               | -                                                                        |                                                                          |
| 24-3-1982                                                                | Buenos Aires                                                             | Argentina                                                                | 1 – 1                                                                    | Germania Ovest                                                           | Amichevole                                                               | -                                                                        |                                                                          |
| 12-5-1982                                                                | Rosario                                                                  | Argentina                                                                | 1 – 0                                                                    | Romania                                                                  | Amichevole                                                               | -                                                                        | 46’                                                                      |
| 18-6-1982                                                                | Alicante                                                                 | Argentina                                                                | 4 – 1                                                                    | Ungheria                                                                 | Mondiali 1982 - 1º turno                                                 | -                                                                        | 51’                                                                      |
| 2-7-1982                                                                 | Barcellona                                                               | Argentina                                                                | 1 – 3                                                                    | Brasile                                                                  | Mondiali 1982 - 2º turno                                                 | -                                                                        |                                                                          |
| 28-4-1985                                                                | Asunción                                                                 | Paraguay                                                                 | 1 – 0                                                                    | Argentina                                                                | Amichevole                                                               | -                                                                        |                                                                          |
| 5-5-1985                                                                 | Salvador                                                                 | Brasile                                                                  | 2 – 1                                                                    | Argentina                                                                | Amichevole                                                               | -                                                                        |                                                                          |
| 9-5-1985                                                                 | Buenos Aires                                                             | Argentina                                                                | 1 – 1                                                                    | Paraguay                                                                 | Amichevole                                                               | -                                                                        | Uscita                                                                   |
| 2-6-1985                                                                 | Bogotà                                                                   | Colombia                                                                 | 1 – 3                                                                    | Argentina                                                                | Qual. Mondiali 1986                                                      | -                                                                        | Ingresso                                                                 |
| 16-6-1985                                                                | Buenos Aires                                                             | Argentina                                                                | 1 – 0                                                                    | Colombia                                                                 | Qual. Mondiali 1986                                                      | -                                                                        | Ingresso                                                                 |
| 23-6-1985                                                                | Lima                                                                     | Perù                                                                     | 1 – 0                                                                    | Argentina                                                                | Qual. Mondiali 1986                                                      | -                                                                        |                                                                          |
| 30-6-1985                                                                | Buenos Aires                                                             | Argentina                                                                | 2 – 2                                                                    | Perù                                                                     | Qual. Mondiali 1986                                                      | -                                                                        | Uscita                                                                   |
| 14-11-1985                                                               | Los Angeles                                                              | Messico                                                                  | 1 – 1                                                                    | Argentina                                                                | Amichevole                                                               | -                                                                        |                                                                          |
| 17-11-1985                                                               | Puebla                                                                   | Messico                                                                  | 1 – 1                                                                    | Argentina                                                                | Amichevole                                                               | -                                                                        | Ingresso                                                                 |
| Totale                                                                   |                                                                          | Presenze                                                                 | 33                                                                       |                                                                          | Reti                                                                     | 0                                                                        |                                                                          |

## Palmarès

Juan Alberto Barbas e Pedro Pablo Pasculli con la maglia del Lecce nel 1985

### Giocatore

#### Club
- Campionato svizzero: 1

Sion: 1991-1992

#### Nazionale
- Campionato mondiale Under-20: 1

Giappone 1979